# Forte de Santana
O Forte de Santana localizava-se no estreito do Rio Grande (atual Lagoa dos Patos), no litoral do estado brasileiro do Rio Grande do Sul.

## História
SOUZA (1885) localiza este forte meia légua para o interior do continente (op. cit., p. 133). Trata-se de fortificação de campanha erguida pelo Brigadeiro José da Silva Paes em Fevereiro de 1737, destinada ao complemento da defesa da povoação projetada de Rio Grande, constituída por uma linha abaluartada em faxina e terra. BENTO (1973) refere que a madeira de sua estacada foi extraída da vizinha ilha dos Marinheiros.
Esta estrutura já não consta da relação de fortificações que defendia a vila de Rio Grande em 1777, de autoria do Coronel Rêgo Monteiro (GARRIDO, 1940:149).